# Pangu (köpinghuvudort i Kina, Jiangxi Sheng)
Pangu är en köpinghuvudort i Kina. Den ligger i provinsen Jiangxi, i den sydöstra delen av landet, omkring 160 kilometer sydväst om provinshuvudstaden Nanchang. Antalet invånare är 28 919. Befolkningen består av 13 287 kvinnor och 15 632 män. Barn under 15 år utgör 23,0 %, vuxna 15-64 år 67 %, och äldre över 65 år 8,0 %.
Runt Pangu är det ganska tätbefolkat, med 166 invånare per kvadratkilometer. Närmaste större samhälle är Wanfu, 12,4 km väster om Pangu. I omgivningarna runt Pangu växer huvudsakligen savannskog.
Genomsnittlig årsnederbörd är 2 089 millimeter. Den regnigaste månaden är juni, med i genomsnitt 356 mm nederbörd, och den torraste är oktober, med 23 mm nederbörd.